# Lotus wildii
Lotus wildii är en ärtväxtart som beskrevs av Jan Bevington Gillett. Lotus wildii ingår i släktet käringtänder, och familjen ärtväxter. Inga underarter finns listade i Catalogue of Life.